# Skrewdriver
A Skrewdriver 1976-tól 1993-ig tevékenykedett brit punkegyüttes volt. Öt tagból álltak: Ian Stuart Donaldson-ból, Phil Walmsley-ból, Ron Hartley-ból, Kevin McKay-ből és John Grinton-ból.

## Története
1976-ban alakultak meg Poulton-la-Fylde-ban. Eleinte politikától független Oi! zenekar voltak, majd az 1982-es újraalakulás óta a fehérek felsőbbrendűségét hirdető együttessé váltak. Ian Stuart Donaldson alapította, és punk kinézettel rendelkeztek a tagok, később azonban skinhead külsőre váltottak. 1978-ban Glenn Jones gitáros és Martin Smith dobos is beszállt a zenekarba. Legelső nagylemezük 1977-ben jelent meg. 1979-ben feloszlottak, mert sokan bojkottálták őket, mert erőszakos skinhead zenekarnak hitték őket.
1982-ben újraalakultak, egészen más felállással. Az új felállás a fehér emberek felsőbbrendűségét hirdette. Ezt sokan nem nézték jó szemmel, a tagok is kifejezték nemtetszésüket.
Ian Stuart Donaldson 1993-ban autóbalesetben elhunyt. Ezzel a Skrewdriver véglegesen feloszlott. 2005-ben pedig John Grinton is meghalt.

## Diszkográfia
- All Skrewed Up (1977)
- Hail the New Dawn (1984)
- Blood and Honour (1985)
- White Rider (1987)
- After the Fire (1988)
- Warlord (1989)
- The Strong Survive (1990)
- Freedom What Freedom (1992)
- Hail Victory (1994)